# Estany de Montmalús
Estany de Montmalús är en sjö i Andorra. Den ligger i parroquian Encamp, i den sydöstra delen av landet nära gränsen till Spanien. Estany de Montmalús ligger 2 442 meter över havet. Den högsta punkten i närheten är 2 778 meter över havet, 1,1 kilometer nordväst om Estany de Montmalús.
Trakten runt Estany de Montmalús består i huvudsak av gräsmarker och kala bergstoppar.